# (3210) Lupishko
(3210) Lupishko (1983 WH1; 1952 DY1; 1957 AB; 1974 DR1) ist ein ungefähr 19 Kilometer großer Asteroid des äußeren Hauptgürtels, der am 29. November 1983 vom US-amerikanischen Astronomen Edward L. G. Bowell am Lowell-Observatorium, Anderson Mesa Station (Anderson Mesa) in der Nähe von Flagstaff, Arizona (IAU-Code 688) entdeckt wurde.

## Benennung
(3210) Lupishko wurde nach dem ukrainischen Dmytro Lupischko (* 1942) benannt, der Direktor des Charkiw-Observatoriums war. Lupischko ist auf die Beobachtung der Lichtkurven von Asteroiden spezialisiert und leistete grundlegende Beiträge dafür, wie photometrische Daten verwendet werden können, um die Formen und Spinraten dieser Körper abzuleiten. Er führte die Photometrie des Mars durchgeführt und war seit ihrer Gründung im Jahr 1984 Vorsitzender der Arbeitsgruppe für Asteroiden der Sowjetischen Akademie der Wissenschaften. Den Widmungstext zur Benennung schrieb der Astronom Wiktor Abramowitsch Schor.